# Isla San Andrés
Isla San Andrés är en ö i Mexiko.Den ligger i bukten Bahía Chamela och tillhör kommunen La Huerta i delstaten Jalisco, i den västra delen av landet. Arean är 0,08 kvadratkilometer.